# Bayou Terrebonne
Le bayou Terrebonne est un cours d'eau du Sud-est de la Louisiane aux États-Unis qui se jette dans le Golfe du Mexique. 

## Géographie
Le bayou Terrebonne prend sa source dans la partie Sud de la ville de Thibodaux dans la paroisse de Lafourche dans le quartier du Bourgeois Meat Market. Le bayou s'écoule en direction du  Sud en un petit ruisseau jusqu'à son entrée dans la paroisse de Terrebonne. Il traverse les localités de Schriever et de Gray en longeant sur plusieurs kilomètres le bayou Saint-Louis. Le bayou bifurque vers l'Est au Sud de Bayou Cane avant d'entrer dans la ville de Houma.
Dans la ville de Houma, le bayou Terrebonne se divise en plusieurs bras. Le bras principal, continue de porter le nom de bayou Terrebonne et poursuit son cours jusqu'au golfe du Mexique et la baie de Terrebonne. Deux autres bras secondaires s'éloignent du lit principal. Le premier dès le centre-ville de Houma sous le nom de bayou Grand Gaillou et le second à la sortie immédiate orientale de la ville de Houma sous le nom de bayou Petit Gaillou.

## Histoire
Les plus anciens habitants des environs du bayou Terrebonne sont les Amérindiens de la Nation des Houma, déjà présents au XVIIe siècle quand les explorateurs européens découvrent le bayou.
La découverte du bayou Terrebonne par les européens remonte à 1699 lorsque Pierre Le Moyne découvre cette région de la Louisiane française et rencontre la tribu des Washas. À sa suite, Jean-Baptiste Le Moyne de Bienville descend une portion de 30 milles (48 km) du bayou en septembre de la même année.
Vers 1706, les Chitimachas, une tribu amérindienne plus belliqueuse, s'installe en amont près de la source du bayou. Là, de multiples altercations éclatent entre les colons français et les Chitimachas. Les autorités coloniales françaises désignent le lieu d'habitation des Acadiens et des Chitimachas comme le « bayou la fourche des chetimachas », ce qui est raccourci lors du rachat de la Louisiane par les États-Unis en « Bayou Lafourche ».
À la fin du XVIIIe siècle, vers 1760, les premières colonies d’Acadiens s’installent en Louisiane, avec la permission des espagnols, en particulier dans la région des Atakapas et non loin de bayou Teche où le sol est surélevé. Au fil du temps les colonies d'Acadiens se répartissent aussi plus au sud de la Louisiane et à l'est, certains colonies arrivant alors dans les bassins des bayous Terrebonne et Lafourche. 

## Liens externes

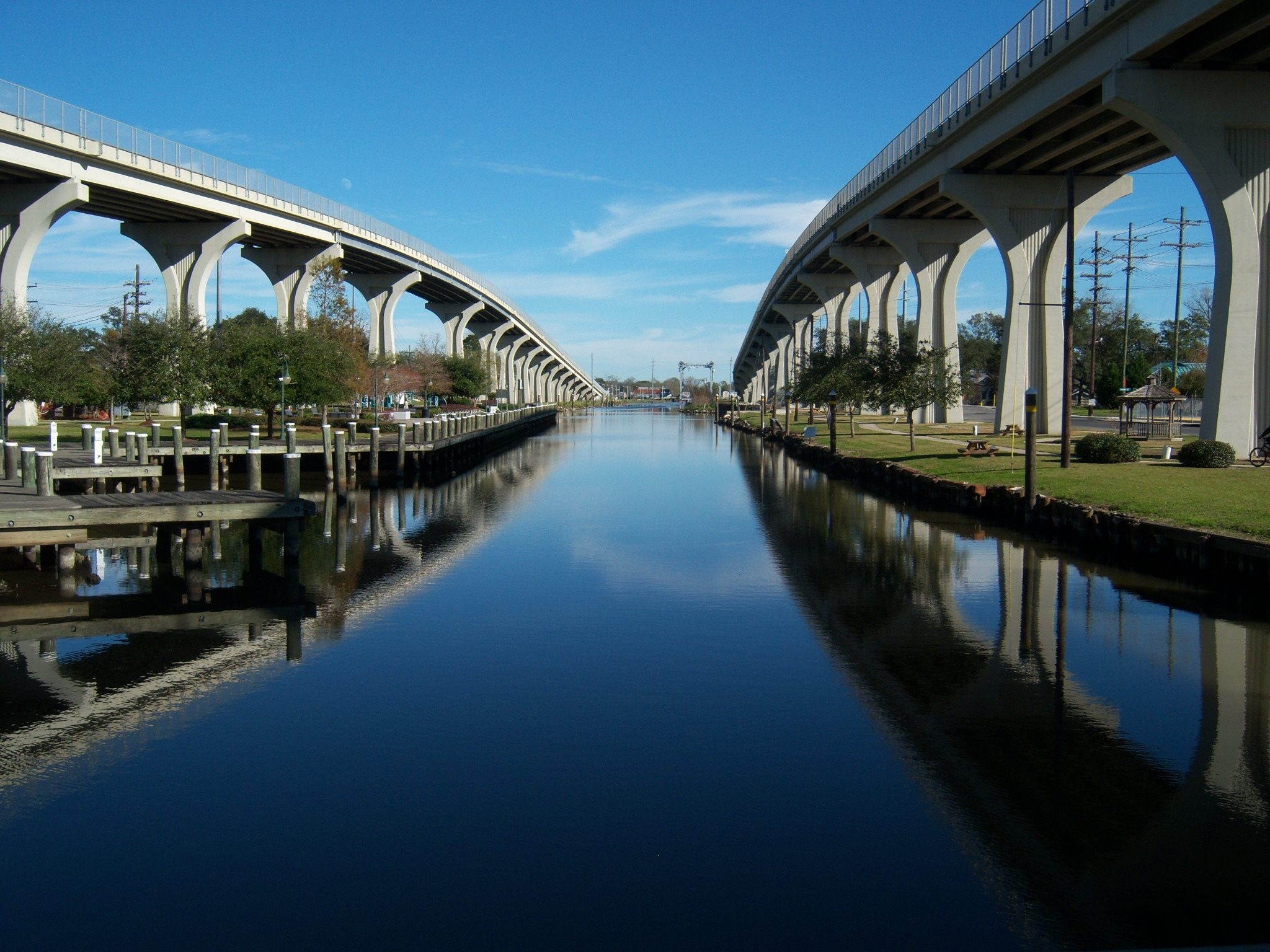
Le bayou Terrebonne canalisé entre deux voies rapides dans le centre-ville de Houma.

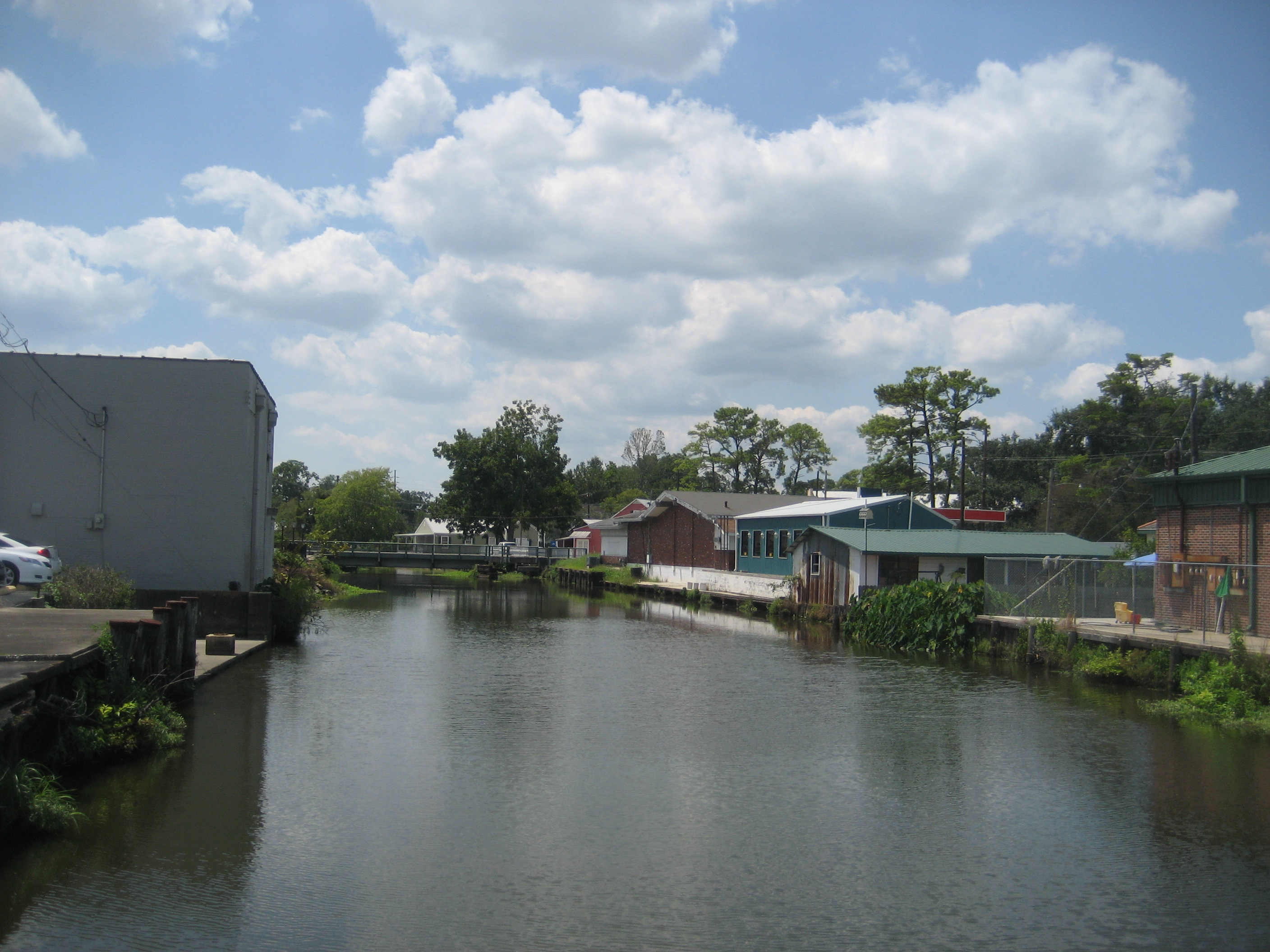
Vue du bayou Terrebonne traversant la ville de Houma depuis le pont de la rue Gabasse.